# 宅香菜子
宅 香菜子（たく かなこ）は、心理学者。現在、アメリカ合衆国ミシガン州のオークランド大学心理学部プロフェッサー。PTG（Posttraumatic Growth、心的外傷後の成長）について研究している。PTG研究についての第一人者である。

## 略歴
- 1991年：茗溪学園高等学校卒業
- 1996年：神戸大学教育学部卒業
- 1998年：千葉大学大学院教育学研究科（修士課程）修了
- 2000年：臨床心理士資格取得
- 2005年：名古屋大学大学院教育発達科学研究科、博士（心理学）の学位を取得[3]。
- 2005年：ノースカロライナ大学シャーロット校（英語版）心理学部客員研究員
- 2008年：オークランド大学心理学部アシスタントプロフェッサー[4]
- 2014年：オークランド大学心理学部アソシエイトプロフェッサー[5]
- 2020年：オークランド大学心理学部プロフェッサー[6]

## 著作
- 『心的外傷後成長ハンドブック: 耐え難い体験が人の心にもたらすもの』（医学書院、2014年1月。ISBN 978-4260016391。）
- 『悲しみから人が成長するとき―PTG』（風間書房、2014年4月。ISBN 978-4759920345。）
- 『ＰＴＧの可能性と課題』（金子書房、2016年11月。ISBN 978-4760832637。）